# پیتر هوتنلوخر
پیتر هوتنلوخر (آلمانی: Peter Huttenlocher؛ ۲۳ فوریهٔ ۱۹۳۱ – ۱۵ اوت ۲۰۱۳) یک فوق‌تخصص مغز و اعصاب کودکان و دانشمند در زمینه عصب‌شناسی اهل آلمان و ایالات متحده آمریکا بود.
او بود که کشف کرد مغز نوزادان چگونه رشد و تکامل می‌یابد. وی را یکی از پدران علوم اعصاب شناختی تکاملی می‌دانند.
وی یکی از متخصصان اولیه نشانگان ری هم بود و در سال ۱۹۸۷ میلادی، نخستین کلینیک تخصصی کودکان مبتلا به توبروز اسکلروزیس را، راه‌اندازی کرد.